# Timișoara
Timișoara (/timiˈʃo̯ara/ⓘ, en húngaro: Temesvár, en alemán: Temeswar, Temeschwar o Temeschburg, en serbio: Темишвар / Temišvar, en turco: Temeşvar) es una ciudad con estatus de municipiu ubicada en la región occidental de Rumania. Con una población de 250 849 habitantes en 2021, es la capital del distrito de Timiș. 
Todas las variantes del nombre derivan del río Timiș, conocido en la antigüedad romana como Tibisis o Tibiscus. Los suabos del Banato fueron el grupo étnico más grande de la ciudad, hasta que la ocupación por parte de la Unión Soviética comenzó una persecución, expulsión y deportación contra los alemanes étnicos que vivían en la ciudad y otras partes de la región. Actualmente es una ciudad multicultural con influyentes minorías, principalmente descendientes de los alemanes sobrevivientes, magiares y serbios, así como italianos, judíos y griegos. Es el lugar de nacimiento de Johnny Weissmüller (el nadador olímpico, más conocido por sus papeles como Tarzán en el cine). Se trata de una ciudad industrial con amplios servicios. Posee el Museo de la Aldea del Banato de etnografía situado al aire libre. Desde 2023, Timișoara es Capital Europea de la Cultura, junto con Eleusis y Veszprém.

## Historia

### Edad Media
La primera referencia de Timișoara en un documento escrito (como Dibiscos/Bisiskos/Tibiskos/Tibiskon/Timbisko/etc.) aparece en 1019 d. C., en un texto del emperador bizantino Basilio II, si bien no todos los historiadores concuerdan en esta identificación. Fue anexionada al Reino de Hungría entre 1010 y 1030, y en 1212 y 1266 aparece mencionada ya como Castrum Temesiensis.
Timişoara creció considerablemente durante el reinado de Carlos I, quien, tras su visita allí en 1307, ordenó fortificar la fortaleza con muros de piedra y construir un palacio real. La importancia de Timişoara también creció debido a su ubicación estratégica, que facilitó el control sobre la llanura de Banat. A mediados del siglo XIV, Timişoara estaba a la vanguardia de la batalla de la cristiandad occidental contra los turcos musulmanes otomanos. Los cruzados húngaros y franceses se encontraron en la ciudad antes de participar en la Batalla de Nicópolis en 1396. A partir de 1443, el rey húngaro Juan Hunyadi mandó construido una poderosa fortaleza para convertirla en el principal bastión contra los otomanos, que la asediaron repetidamente en 1462, 1476, 1491 y 1522.

### SiglosXVI-XIX

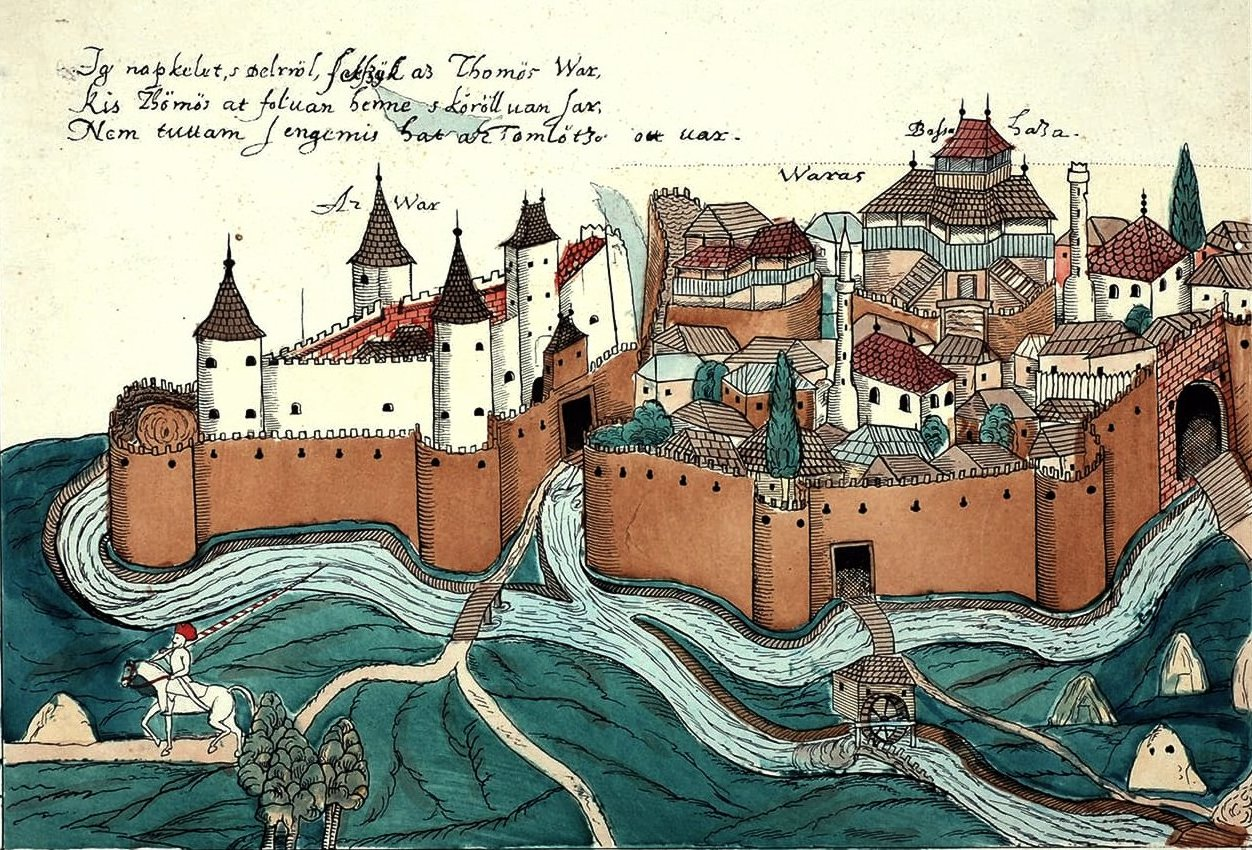
Ciudadela de Timișoara en 1602

En 1552, un ejército otomano de 16 000 hombres dirigido por Kara Ahmed Pasha conquistó la ciudad y la transformó en capital del Eyalato de Temeşvar. El comandante militar local, István Losonczy, y otros cristianos fueron masacrados el 27 de julio, mientras escapaban de la ciudad a través de la Puerta de Azapilor.
Timişoara permaneció bajo el dominio otomano durante casi 160 años, controlado directamente por el sultán y disfrutando de un estatus especial, similar a otras ciudades de la región como Buda y Belgrado. Durante este período, en Timişoara había una gran comunidad islámica, de donde salieron figuras históricas famosas como Osman Aga de Temesvar, hasta que el Príncipe Eugenio de Saboya la conquistó en 1716. Posteriormente, la ciudad quedó bajo el dominio de los Habsburgo, y permaneció así hasta comienzos del siglo XX, a excepción de la ocupación otomana de 1788-1789. La ciudad se desfortificó entre 1892 y 1910, y se construyeron varias arterias principales para conectar los suburbios con el centro de la ciudad, allanando el camino para una mayor expansión de la ciudad.

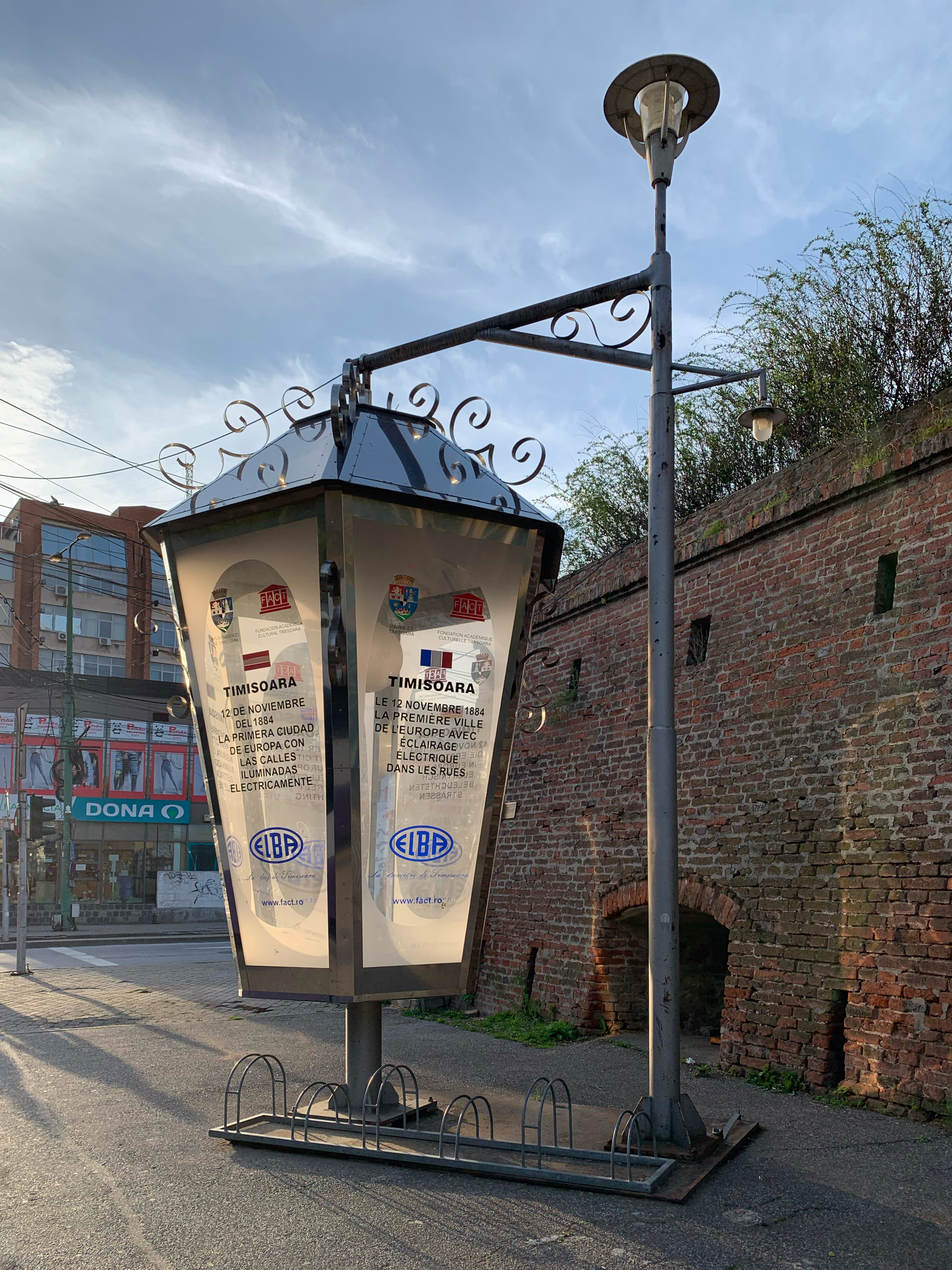
Timișoara fue la primera ciudad de Europa que se iluminó con farolas eléctricas.

Fue la primera ciudad de Europa continental y la segunda del mundo después de Nueva York que se iluminó con farolas eléctricas en 1884. También fue la segunda ciudad europea y la primera de la actual Rumanía en sustituir los caballos por tranvías (1869). La pasarela de Timişoara sobre el Bega conocido como el "Puente de Metal", es obra de Róbert Tóth, el jefe del Departamento del Puente, en la fábrica ferroviaria de Reşiţa y no es cierto que derive de  un proyecto de Gustave Eiffel.

### SigloXX
El 31 de octubre de 1918, las elites militares y políticas locales establecen el "Consejo Nacional de Banat", junto con representantes de los principales grupos étnicos de la región: rumanos, alemanes, serbios y húngaros . El 1 de noviembre proclamaron en Timișoara la efímera República del Banato. A raíz de la Primera Guerra Mundial, la región de Banat se dividió entre el Reino de Rumanía y el Reino de los Serbios, Croatas y Eslovenos, y Timişoara quedó bajo la administración rumana después de la ocupación serbia de 1918-1919. La ciudad fue cedida de Hungría a Rumania por el Tratado de Trianon el 4 de junio de 1920. En 1920, el rey Fernando I otorgó a Timişoara el estatus de Centro Universitario, y los años de entreguerras vieron un continuo desarrollo económico y cultural. Varias manifestaciones antifascistas y antirrevisionistas también tuvieron lugar durante este tiempo.
Durante la Segunda Guerra Mundial, Timişoara sufrió daños tanto por aliados como por bombardeos del Eje, especialmente durante la segunda mitad de 1944. El 23 de agosto de 1944, Rumanía, que hasta entonces era miembro del Eje, declaró la guerra a la Alemania nazi y se unió a los Aliados. Sorprendida, la guarnición local Wehrmacht se rindió sin luchar, y las tropas alemanas y húngaras intentaron tomar la ciudad por la fuerza durante todo septiembre, sin éxito.

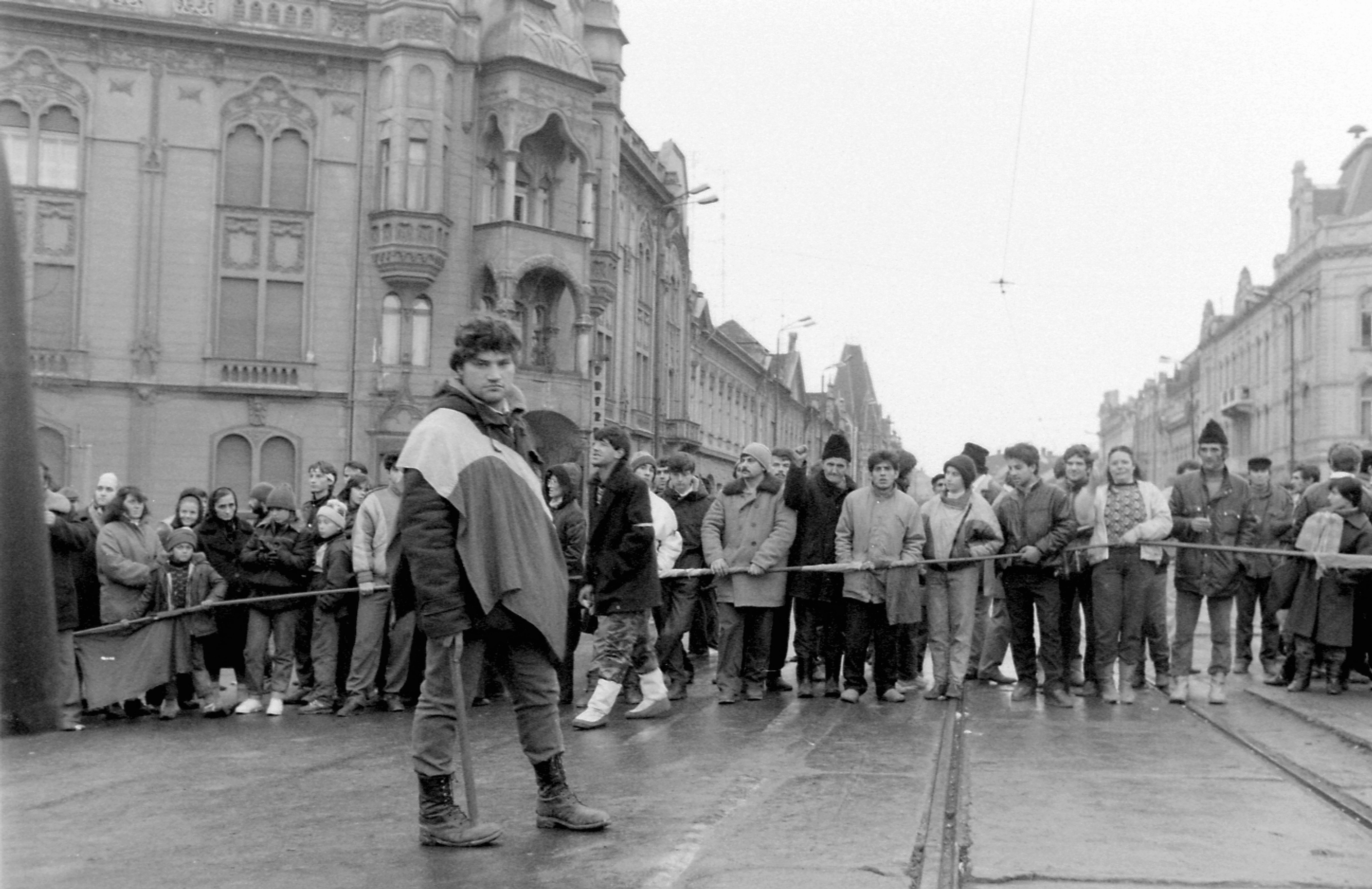
Manifestación en Timișoara, 16 de diciembre de 1989

Después de la guerra, se proclamó la República Popular de Rumanía y Timișoara se sovietizó. La población de la ciudad se triplicó entre 1948 y 1992. En diciembre de 1989, Timişoara fue testigo de una serie de protestas callejeras masivas en lo que se convertiría en la revolución rumana. El 20 de diciembre, tres días después de que comenzó el derramamiento de sangre allí, Timişoara fue declarada la primera ciudad libre de comunismo en Rumanía.

## Geografía
Timișoara está situada a una altitud de 95 metros en el borde sureste de la llanura de Banat, que forma parte de la gran llanura de Panonia. El rico suelo negro y la capa freática relativamente baja, hacen de esta una región agrícola fértil.

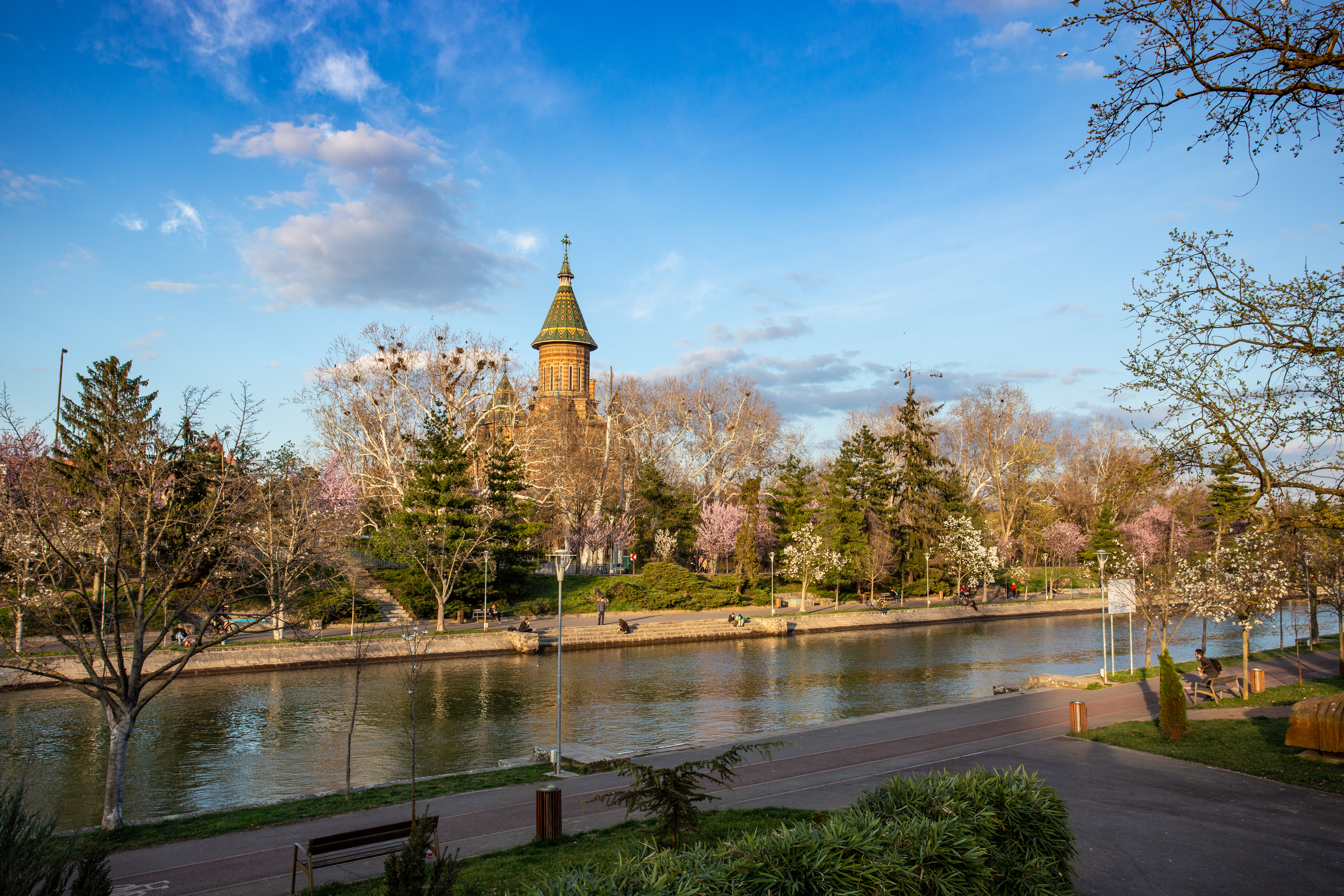
El río Bega en Timișoara

Debido a los proyectos emprendidos de hidrografía en el siglo XVIII, la ciudad ya no se encuentra en el río Timiş, sino en el canal Bega. Esta es una zona sísmica relativamente activa y se han llegado a registrar terremotos de nivel 6 en la escala de Richter.

### Clima
El clima que define Timișoara es el continental moderado que caracteriza la parte sureste de la cuenca de Panonia. El clima continental templado tiene algunas características submediterráneas además del clima adriático.
Las características climáticas generales consisten en diversas condiciones climáticas irregulares. Las masas de aire que dominan la primavera y el verano son de origen oceánico y cuentan con grandes precipitaciones. Con frecuencia, incluso durante el período de invierno, las masas de aire húmedo del Atlántico traen un clima lluvioso y con nieve, pero rara vez el clima es muy frío.
Desde septiembre hasta febrero, con frecuencia llegan masas continentales de aire polar del este que invaden la zona. A pesar de todo eso, el clima de Banat también se ve influido por la presencia de ciclones y las masas de aire calientes que provienen del mar Adriático y el mar Mediterráneo. Su rasgo característico es el de deshielo completo de nieve durante el invierno y el calor sofocante durante el periodo estival.
Las nevadas más copiosas se producen desde finales de octubre y lo más tarde a principios de abril, pero la nieve en esos meses es poco frecuente, y las caídas importantes no suelen aparecer hasta noviembre. La fecha aproximada de la primera congelación es el 22 de octubre, mientras que la última helada suele ser alrededor del 15 de abril.
| Parámetros climáticos promedio de Timișoara                 | Parámetros climáticos promedio de Timișoara | Parámetros climáticos promedio de Timișoara | Parámetros climáticos promedio de Timișoara | Parámetros climáticos promedio de Timișoara | Parámetros climáticos promedio de Timișoara | Parámetros climáticos promedio de Timișoara | Parámetros climáticos promedio de Timișoara | Parámetros climáticos promedio de Timișoara | Parámetros climáticos promedio de Timișoara | Parámetros climáticos promedio de Timișoara | Parámetros climáticos promedio de Timișoara | Parámetros climáticos promedio de Timișoara | Parámetros climáticos promedio de Timișoara |
| Mes                                                         | Ene.                                        | Feb.                                        | Mar.                                        | Abr.                                        | May.                                        | Jun.                                        | Jul.                                        | Ago.                                        | Sep.                                        | Oct.                                        | Nov.                                        | Dic.                                        | Anual                                       |
| ----------------------------------------------------------- | ------------------------------------------- | ------------------------------------------- | ------------------------------------------- | ------------------------------------------- | ------------------------------------------- | ------------------------------------------- | ------------------------------------------- | ------------------------------------------- | ------------------------------------------- | ------------------------------------------- | ------------------------------------------- | ------------------------------------------- | ------------------------------------------- |
| Temp. máx. abs. (°C)                                        | 17.4                                        | 20.5                                        | 28.2                                        | 32.0                                        | 34.5                                        | 38.4                                        | 41.1                                        | 41.0                                        | 39.7                                        | 33.8                                        | 27.1                                        | 20.2                                        | 41.1                                        |
| Temp. máx. media (°C)                                       | 2                                           | 5                                           | 11                                          | 18                                          | 23                                          | 26                                          | 28                                          | 28                                          | 25                                          | 18                                          | 11                                          | 4                                           | 17                                          |
| Temp. media (°C)                                            | -1                                          | 1                                           | 5                                           | 11                                          | 16                                          | 19                                          | 21                                          | 21                                          | 18                                          | 12                                          | 6                                           | 1                                           | 11                                          |
| Temp. mín. media (°C)                                       | -5                                          | -3                                          | 0                                           | 5                                           | 10                                          | 13                                          | 15                                          | 14                                          | 11                                          | 6                                           | 2                                           | -1                                          | 5                                           |
| Temp. mín. abs. (°C)                                        | -35.3                                       | -29.2                                       | -20.0                                       | -5.2                                        | -5.0                                        | 2.2                                         | 5.9                                         | 5.0                                         | -1.9                                        | -6.8                                        | -15.4                                       | -24.8                                       | -35.3                                       |
| Precipitación total (mm)                                    | 47                                          | 44                                          | 46                                          | 56                                          | 71                                          | 91                                          | 67                                          | 53                                          | 51                                          | 46                                          | 57                                          | 59                                          | 688                                         |
| Días de precipitaciones (≥ 1 mm)                            | 12                                          | 10                                          | 8                                           | 10                                          | 13                                          | 16                                          | 12                                          | 11                                          | 10                                          | 9                                           | 11                                          | 11                                          | 145                                         |
| Días de lluvias (≥ 1 mm)                                    | 2                                           | 3                                           | 7                                           | 10                                          | 13                                          | 16                                          | 12                                          | 11                                          | 10                                          | 9                                           | 7                                           | 4                                           | 104                                         |
| Días de nevadas (≥ 1 mm)                                    | 10                                          | 8.5                                         | 3                                           | 0.1                                         | 0                                           | 0                                           | 0                                           | 0                                           | 0                                           | 0.1                                         | 3                                           | 7.3                                         | 32                                          |
| Horas de sol                                                | 62                                          | 85                                          | 142                                         | 180                                         | 210                                         | 240                                         | 280                                         | 279                                         | 210                                         | 155                                         | 60                                          | 49                                          | 1952                                        |
| Humedad relativa (%)                                        | 91                                          | 87                                          | 81                                          | 80                                          | 77                                          | 79                                          | 74                                          | 75                                          | 76                                          | 85                                          | 92                                          | 89                                          | 82                                          |
| Fuente n.º 1: Weatherbase                                   |                                             |                                             |                                             |                                             |                                             |                                             |                                             |                                             |                                             |                                             |                                             |                                             |                                             |
| Fuente n.º 2: http://www.insse.ro/cms/files/pdf/ro/cap1.pdf |                                             |                                             |                                             |                                             |                                             |                                             |                                             |                                             |                                             |                                             |                                             |                                             |                                             |

## Educación
La ciudad cuenta con cuatro universidades públicas y cinco privadas:
Públicas
- Universidad Oeste de Timișoara[2]

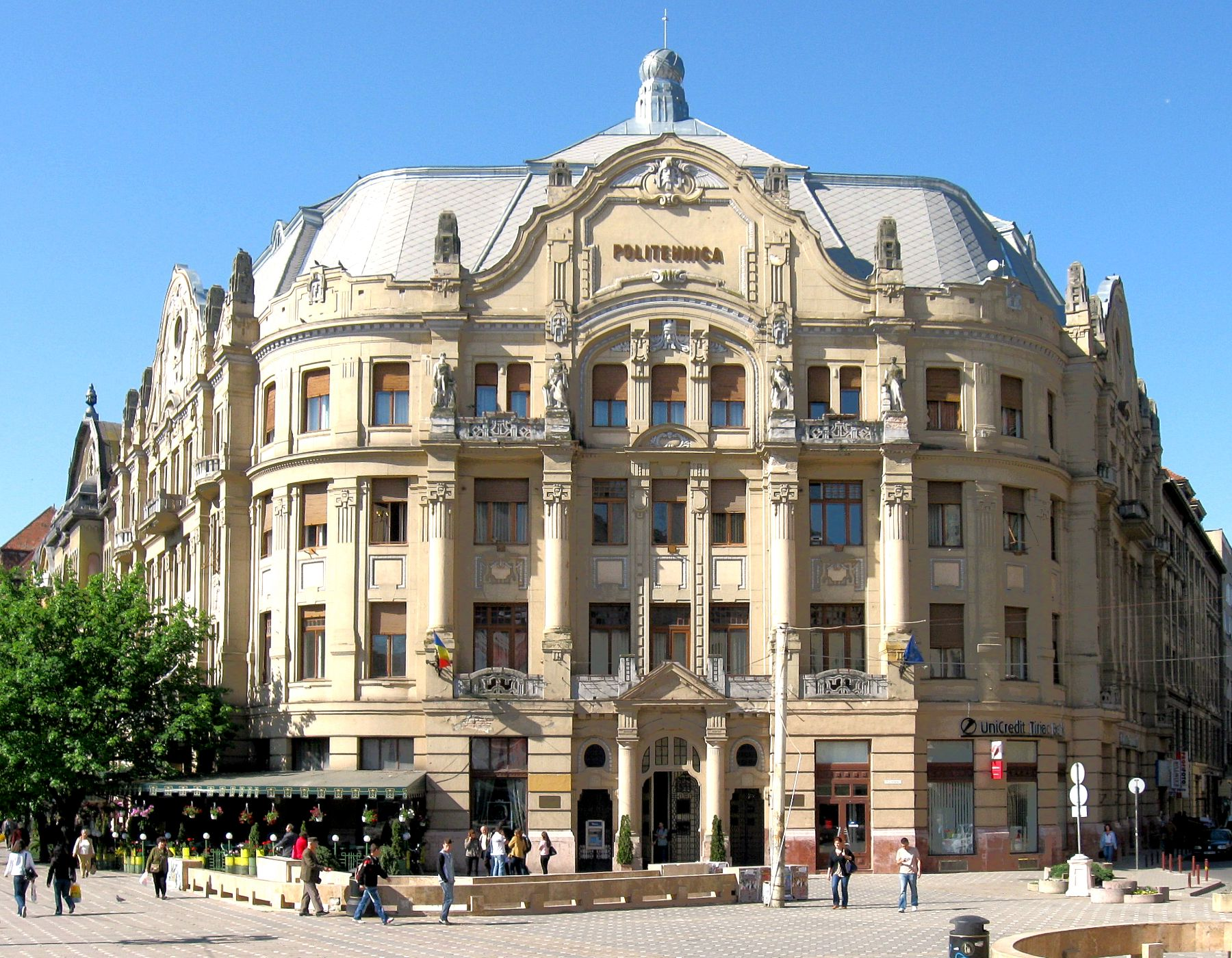
El rectorado de la Universidad Politécnica de Timișoara

- Universidad Politécnica de Timișoara[3]
- Universidad de Medicina y Farmacia Victor Babeș de Timișoara[4]
- Universidad de Ciencias Agrícolas y Veterinaria de Banat en Timișoara[5]

Privadas
- Universidad Dimitrie Cantemir[6]
- Universidad Tibiscus[7]
- Universidad Mihai Eminescu[8]
- Universidad Ioan Slavici[9]

## Transporte
- Aeropuerto Internacional de Timișoara Traian Vuia
- Estación de Timișoara Nord

## Deporte
| Equipo                             | Deporte | Competición | Estadio         | Creación  |
| ---------------------------------- | ------- | ----------- | --------------- | --------- |
| FC CFR Timișoara                   | Fútbol  | Liga IV     | CFR Timișoara   | 1933      |
| FC Ripensia Timișoara              | Fútbol  | Liga IV     | Eléctrica       | 1928      |
| ACS Poli Timișoara                 | Fútbol  | Liga II     | Dan Păltinișanu | 2012      |
| FC Politehnica Timișoara (extinto) | Fútbol  | Liga 1      | Dan Păltinișanu | 1921-2012 |

## Ciudades hermanadas
Timișoara está hermanada con las siguientes ciudades:
- Cancún (México)
- Faenza (Italia)
- Gera (Alemania)
- Karlsruhe (Alemania)
- Mulhouse (Francia)
- Novi Sad (Serbia)
- Palermo (Italia)
- Rueil-Malmaison (Francia)
- Shenzhen (China)
- Szeged (Hungría)
- Treviso (Italia)
- Trujillo (Perú)
- Zrenjanin (Serbia)

## Personas notables

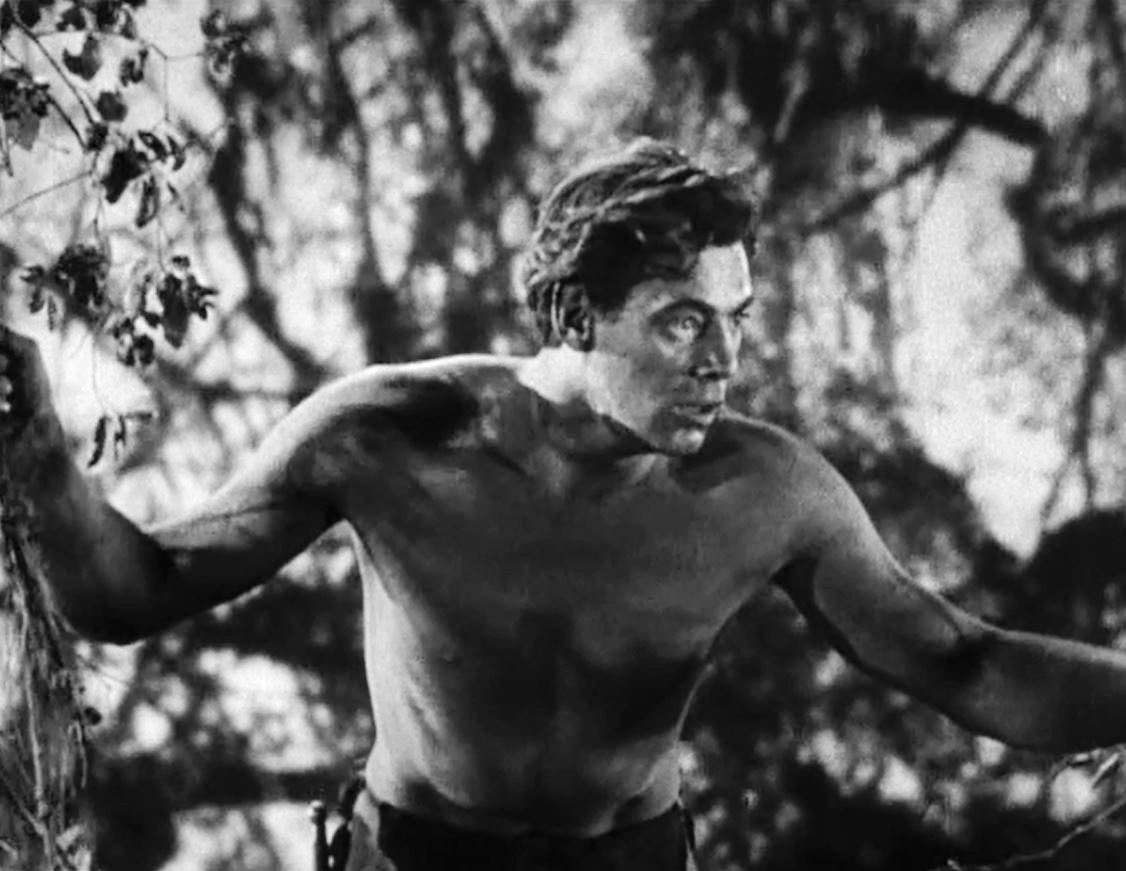
Johnny Weissmüller
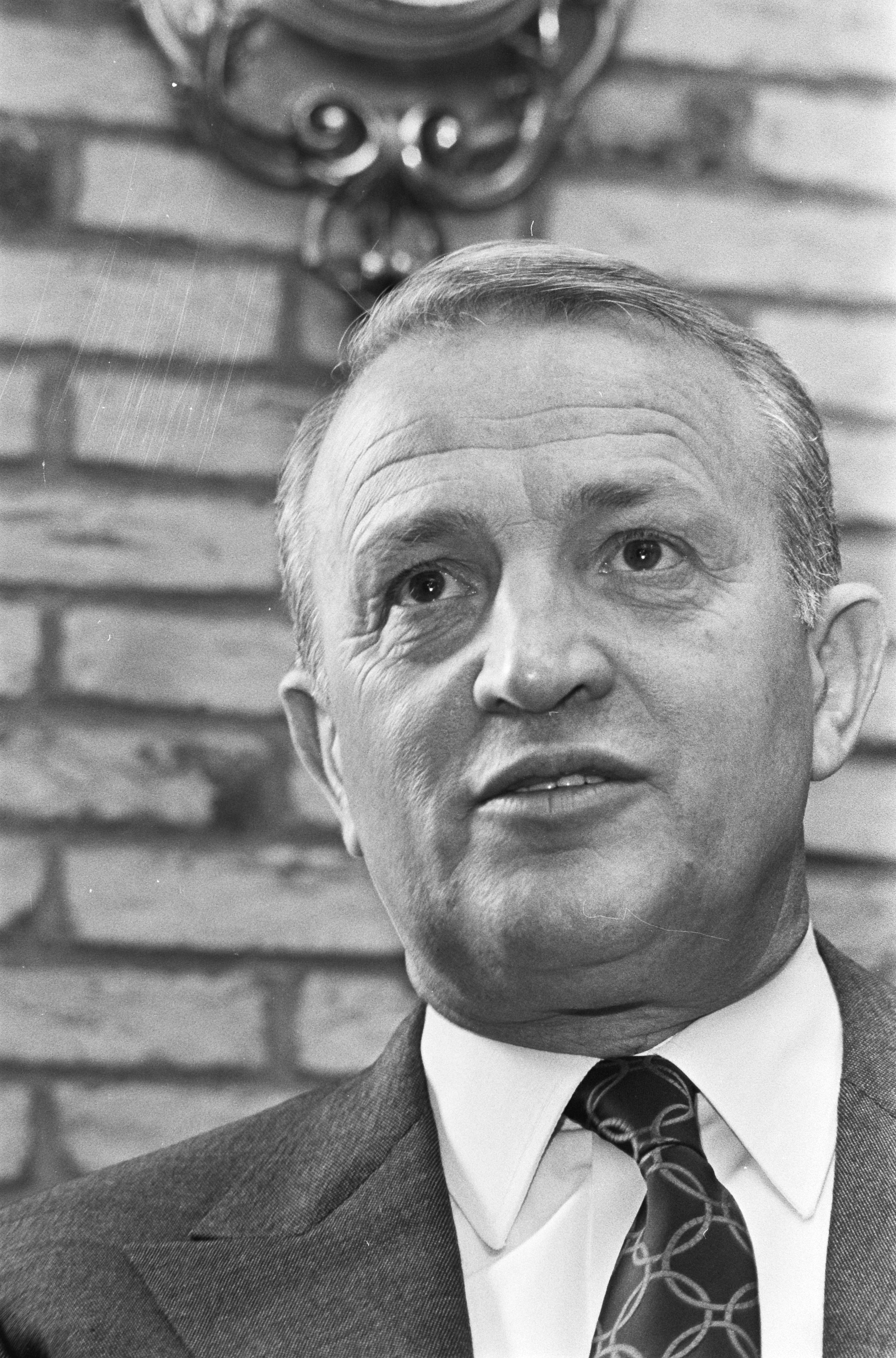
Ştefan Kovács
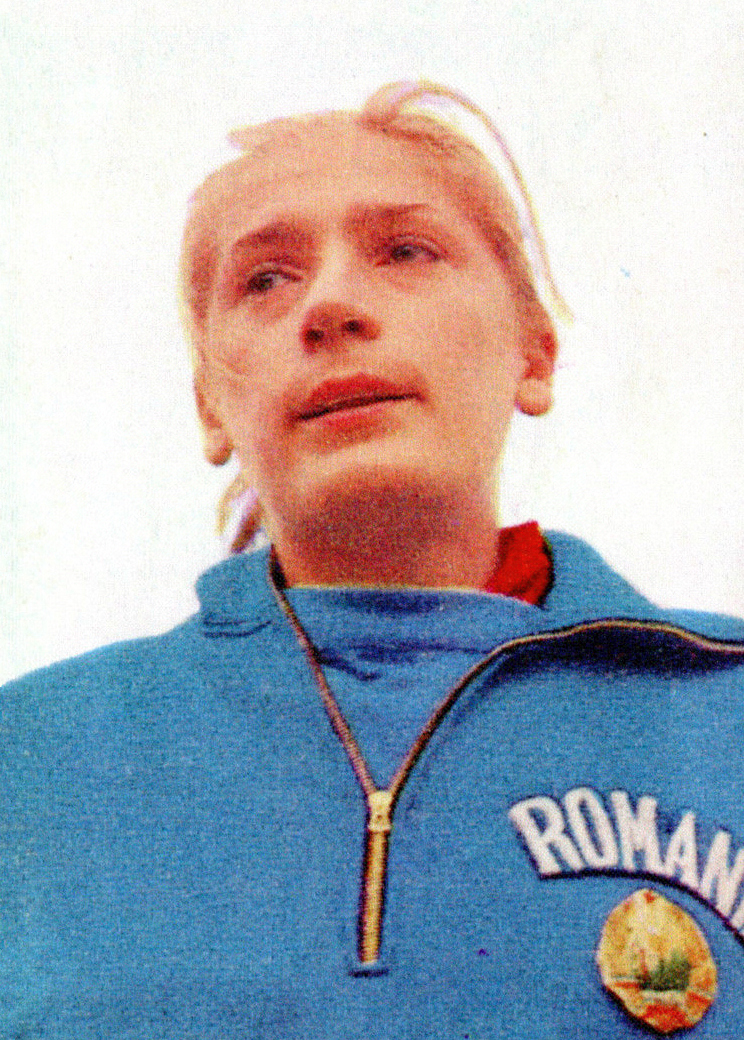
Iolanda Balaș
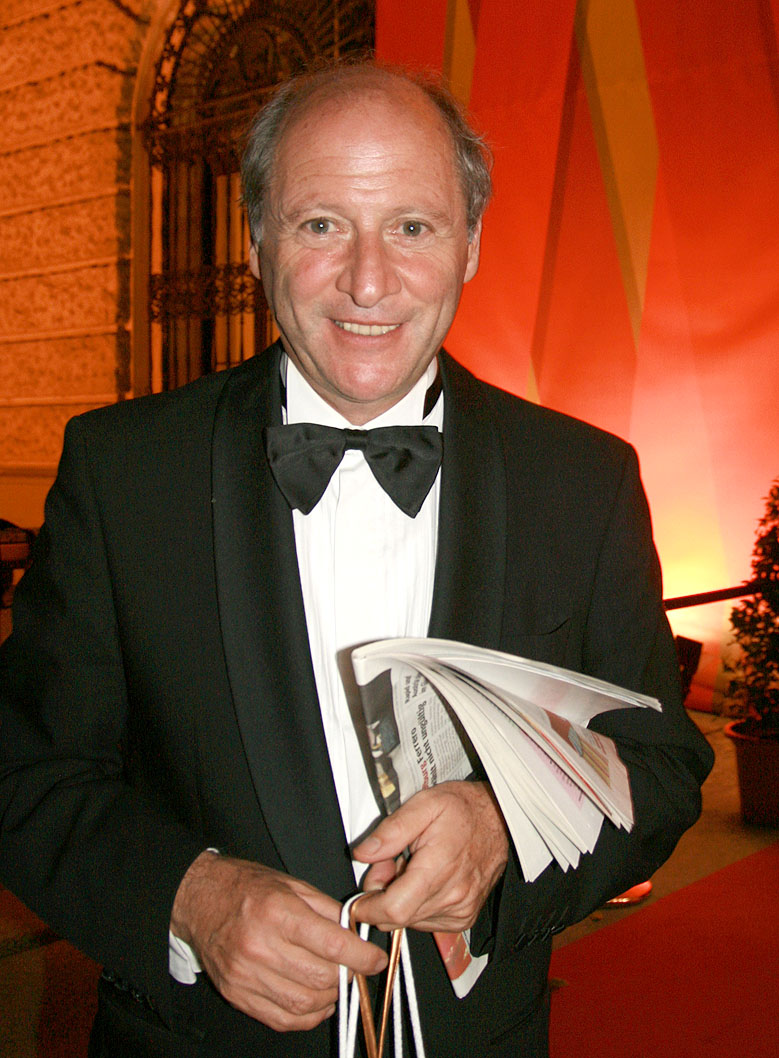
Robert Dornhelm
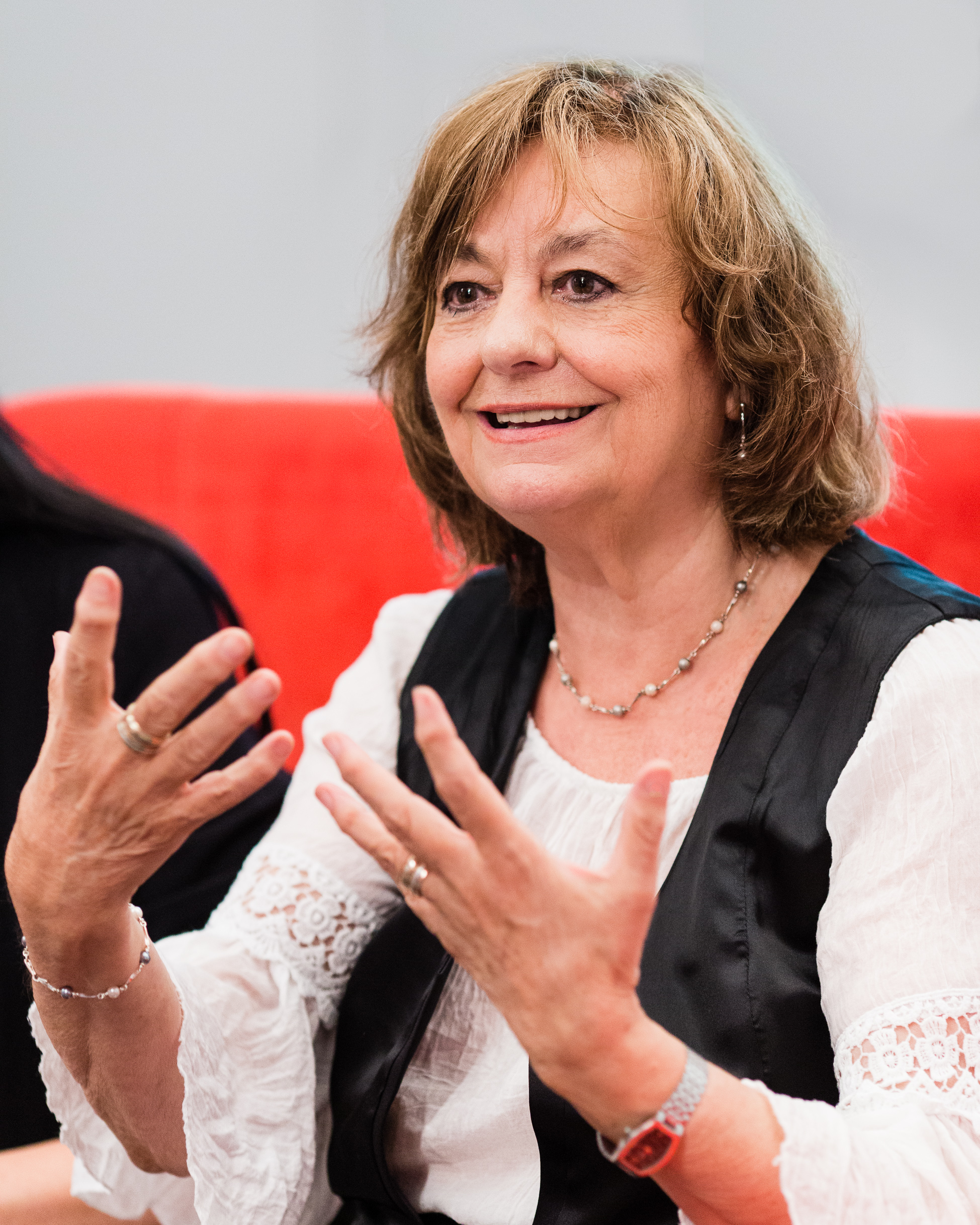
Ana Blandiana
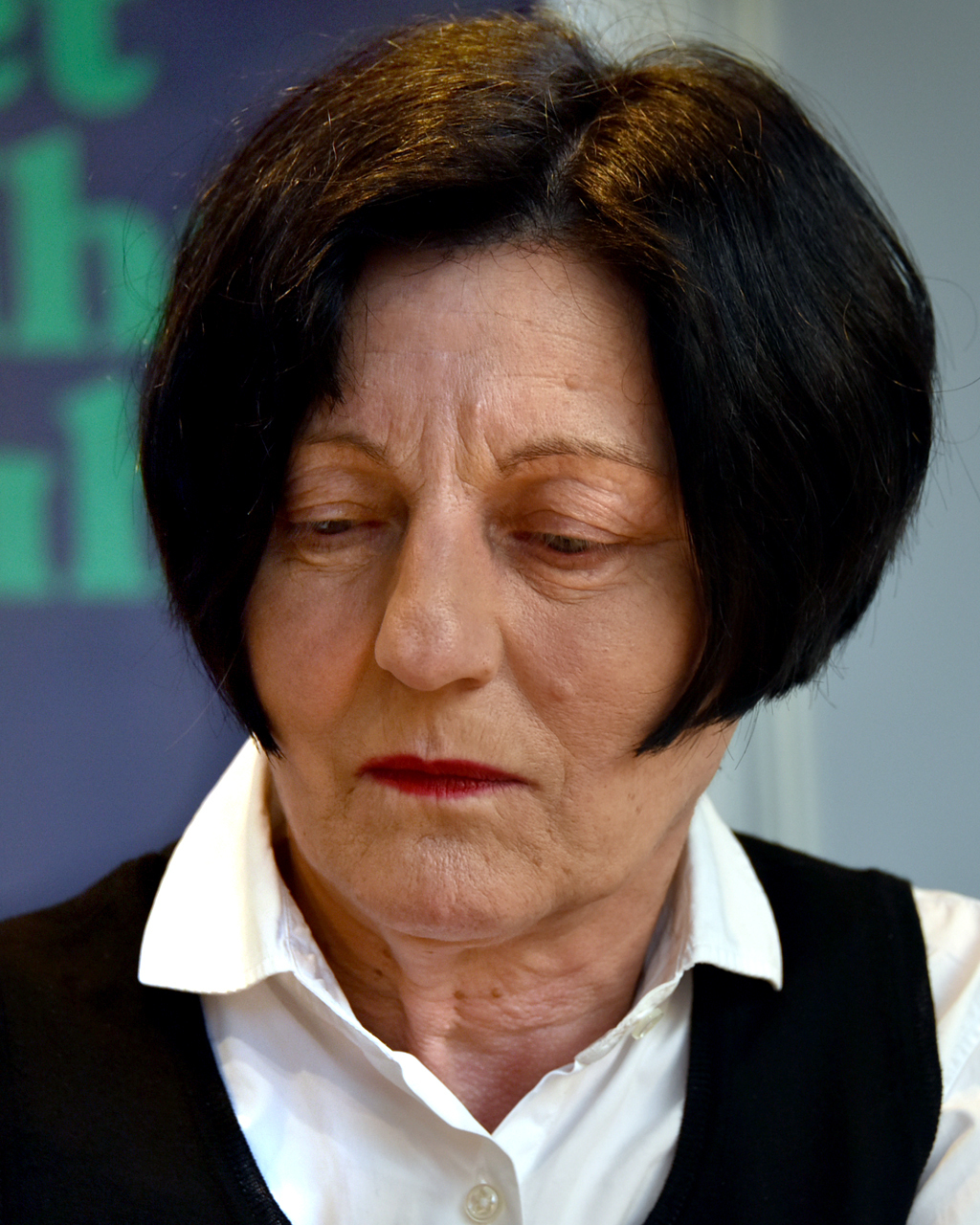
Herta Müller